# Pro jakjú Family Stadium
A Pro jakjú Family Stadium, észak-amerikai címén R.B.I. Baseball 1986-ban megjelent baseball-videójáték, melyet a Namco fejlesztett és jelentetett meg Family Computerre. A játékot Észak-Amerikában a Tengen adta ki R.B.I. Baseball címmel Nintendo Entertainment Systemre és játéktermi platformokra. A cím a Family Stadium és az R.B.I. Baseball sorozatok első tagja.

## Fejlesztés
A Pro jakjú Family Stadiumot Kisimoto Josihiro Namco-programozó tervezte, aki korábban olyan játékokon dolgozott mint a Baraduke (1985). A Toy Pop tervezőjét, Hjódó Takefumit, áthelyezték a cég egyik másik osztályából – mivel először dolgozott tervezőként ezért a játék fejlesztése kifejezetten lassan haladt, így Kisimotónak rendkívül sok szabad ideje maradt. A munkatársaival egy rövid ideig elsősorban a Nintendo famicomos Baseball című játékával ütötte el az idejét, a játékok alatt felhozták, hogy hogyan lehetne a játék bizonyos részeit kijavítani vagy jobbá tenni, a játék első számú hiányosságának a baseballozók nevének és képességeiknek hiányát jelölték ki. Kisimoto a játék nem irányítható védőjátékosaival sem volt megelégedve. Miután a Toy Pop munkálatai véget értek, Kisimoto eldöntötte, hogy saját baseballjátékot fog készíteni.
A projekt a Family Computerre készült a rendszer rendkívüli japán sikere miatt és mivel a Namco konzolos és játéktermi tevékenységeit ugyanazon divízió látta el, melynek hála Kisimoto probléma nélkül nekiláthatott a fejlesztésnek anélkül, hogy áthelyezték volna egy másik részlegre. Miután megkérdezte a feletteseit, hogy legközelebb hova fogják beosztani, azt a választ kapta, hogy kedve szerint akármilyen játékon dolgozhat, mivel jelenleg nem tudnak neki munkát adni. A Family Stadium volt Kisomoto első Famicomra készülő és assemblyben írt játéka. Ezek mellett ez volt a Namco első baseball-videójátéka is, azonban a játék megjelenése előtt számos baseballtémájú mechanikus játéktermi játékuk, mint például a Pitch In (1979) és a Batting Chance (1981) is volt.
A Pro jakjú Family Stadium 1986. december 10-én jelent meg Japánban Family Computer otthoni játékkonzolra és Nintendo VS. System-alapú játéktermi gépre. Egy évvel később az Atari Games megvásárolta a játék észak-amerikai jogait, ez a verzió csak kis mértékben tér el a japán kiadástól; legfontosabb újítása a Major League Baseball Players Association licence, és Atari R.B.I. Baseball címmel jelent meg a játéktermekben. Ezt a verziót később a Tengen egyszerűen R.B.I. Baseball címmel Nintendo Entertainment Systemre is megjelentette, ezzel ez lett cég egyik hivatalosan licencelt NES-játéka a három közül.

## Fogadtatás
| Szerző                   | Értékelés |
| ------------------------ | --------- |
| Famicú                   | 35/40     |
| Family Computer Magazine | 25,37/30  |
| Continue                 | Pozitív   |

| Szerző | Díj                         |
| ------ | --------------------------- |
| Famicú | Platina dicsőségek csarnoka |

A játék a megjelenésekor pozitív kritikai fogadtatásban részesült. A kritikusok dicsérték a játék menetét és realitásérzékét, valamint azt, hogy mindegyik baseballozó saját nevet és képességeket kapott. A játékból több, mint 2,5 millió példányt adtak el Japánban, ezzel a Famicom egyik legkelendőbb játéka lett.

## Fordítás
- Ez a szócikk részben vagy egészben  a   Pro Baseball: Family Stadium című angol Wikipédia-szócikk ezen változatának fordításán alapul.  Az eredeti cikk szerkesztőit annak laptörténete sorolja fel. Ez a jelzés csupán a megfogalmazás eredetét és a szerzői jogokat jelzi, nem szolgál a cikkben szereplő információk forrásmegjelöléseként.